# Шуанху
Шуанху (тиб. མཚོ་གཉིས་རྫོང་།, Вайли: mtsho gnyis rdzong, кит. упр. 双湖县, пиньинь Shuānghú xiàn) — уезд в городском округе Нагчу, Тибетский автономный район, КНР. Название уезда в переводе с китайского языка означает «два озера».

## История
В 1993 году был создан Специальный район Шуанху (双湖特别区). В ноябре 2012 года он был преобразован в уезд.

## Административное деление
Уезд делится на 1 посёлок и 6 волостей и на межселеную территорию:
- Посёлок Цоджелхома (措折罗玛镇)
- Волость Шибде (协德乡)
- Волость Ягчу (雅曲乡)
- Волость Гарцо (嘎措乡)
- Волость Цоджедангма (措折强玛乡)
- Волость Домар (多玛乡)
- Волость Парлинг (巴岭乡)